# قرصعنة هرمية
القِرصَعنة الهرمية (باللاتينية: Eryngium pyramidale) نوع نباتي عشبي يتبع جنس القِرصَعنة من الفصيلة الخيمية.

## الموئل والانتشار
موطنه الأصلي بلاد الشام وتركيا.